# Schloss Reichertshofen

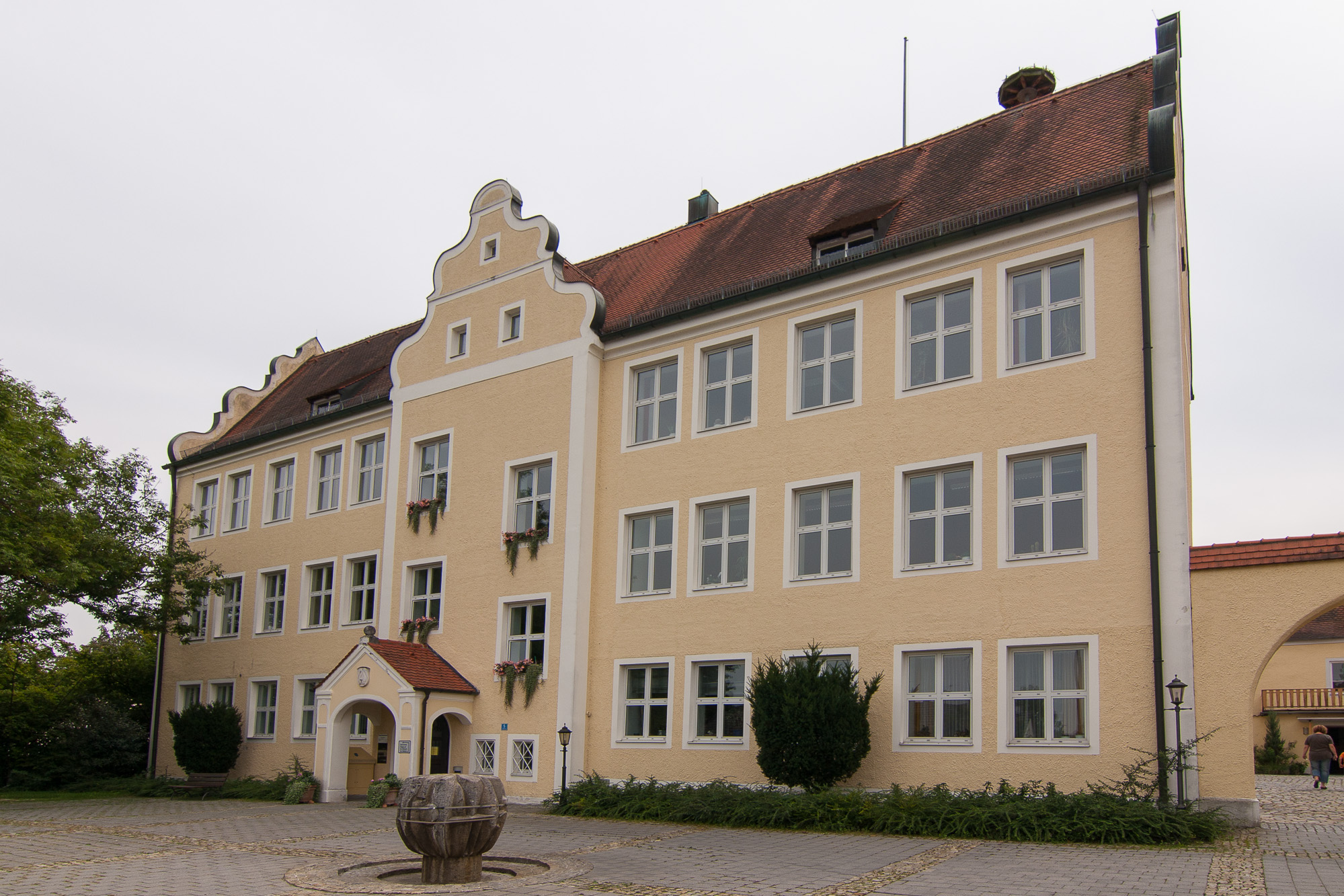
Schloss Reichertshofen – Rathaus der Gemeinde

Das Schloss Reichertshofen ist ein ehemals landesfürstliches Schloss in Reichertshofen im Landkreis Pfaffenhofen an der Ilm. Es wurde zwischenzeitlich als Schulhaus und jetzt als Rathaus des Marktes und der Verwaltungsgemeinschaft Reichertshofen genutzt.

## Geschichte
Erste Bauten wurden schon im 11. Jahrhundert für die Herren von Reichertshofen errichtet. Im Jahr 1310 wird eine Burg Herzog Ludwigs IV., des späteren Kaisers Ludwig der Bayer, erwähnt. Nachdem 1405 Ludwig der Gebartete von Bayern-Ingolstadt Reichertshofen erworben hatte, ging alles, nach seiner Niederlage gegen Herzog Heinrich XVI. von Bayern-Landshut, in dessen Besitz über. Das wieder aufgebaute Schloss wurde 1505 nach Zerstörung im Landshuter Erbfolgekrieg Sitz eines Pflegamts des neugegründeten wittelsbachischen Fürstentums Pfalz-Neuburg.
Auf dem Höhepunkt der frühneuzeitlichen Hexenverfolgung kam es in Reichertshofen 1589/1590 zu einer Welle von Prozessen, deren Ausgang nicht überliefert ist. Nachdem in einer weiteren Verfolgungswelle in den Jahren 1628 bis 1630 51 der insgesamt 80 Beschuldigten hingerichtet worden waren, wurde der zuständige Pfleger Jakob Kracker 1631 wegen Untreue und Diebstahls verklagt. Zu einer weiteren Hinrichtung wegen Hexerei kam es 1645, während sechs Beschuldigte, die 1661 verhört und gefoltert wurden, wieder freikamen. Aus der Zeit dieser Hexenverfolgung ist jedenfalls noch ein als Hexenturm bezeichnetes Turmbauwerk bekannt.
Auch als das Fürstentum ab 1777 in Personalunion mit Bayern regiert wurde, blieb das Pflegamt zunächst bestehen. Johann Baptist Welsch beschreibt 1802 die Unterteilung der Gebäude in Altes und Neues Schloss. Teile der Bauten des 17. Jahrhunderts wurden Ende des 18. Jahrhunderts abgebrochen. Erst 1808 bei der vollständigen Integration Pfalz-Neuburgs in das Königreich Bayern wurde das Pflegamt aufgehoben. 1906 bis 1908 und 1948 bis 1954 erfolgten Aus- und Umbauten. Das Schloss wird jetzt als Rathaus des Marktes und der Verwaltungsgemeinschaft Reichertshofen genutzt. Ein Bürgerentscheid lehnte 2018 einen Rathaus-Neubau und den Umbau des Schlosses ab.

## Baudenkmal
Das ehemalige Schloss steht unter Denkmalschutz (Nummer D-1-86-147-11) und wird folgendermaßen beschrieben::

„Ehemals Schulhaus, jetzt Rathaus, dreigeschossiger, traufseitiger Steilsatteldachbau mit geschweiften Giebeln und flachem Mittelrisalit mit geschweiftem Giebel, 1903, Untergeschosse und Keller im Kern vom ehemals kurfürstlichen Schloss des 17. Jahrhunderts;
Rest der Schlossbefestigung mit zwei Schalentürmen (einer jetzt Kapelle), Backsteinmauerwerk, teilweise verputzt, spätmittelalterlich“